# Робокар Полі
«Робокар Полі» (кор. 로보카 폴리) — південнокорейський анімаційний дитячий телесеріал, створений «Entertainment One». Прем'єра відбулалася на Educational Broadcasting System (EBS) у 2011 році. Серіал складається зі 120 епізодів.

## Сюжет
У Брумс-Тауні, маленькому містечку зі спроможною командою рятувальників, завжди трапляються нещасні випадки. У кожному епізоді міська рятувальна команда рятує персонажів із біди. Наприкінці кожного епізоду команда рятувальників дає настійні поради героям, які опинилися в небезпеці, а також глядачам.

## Персонажі

### Головні ролі
- Полі (кор. 폴리) — синьо-біла поліцейська машина. Полі може похвалитися найвищою максимальною швидкістю. Він очолює команду рятувальників і захищає місто від різних небезпек, беручи на себе відповідальність за безпеку руху. Полі часто дає поради щодо безпеки дорожнього руху тим, хто готовий слухати, і він часто будує план дій на місії.
- Ембер (кор. 엠버) — рожево-білий фургон швидкої допомоги. Мудра і кмітлива Ембер надає підказки до рішень у ситуаціях, використовуючи свої широкі знання і швидке розсудливе рішення, коли хтось потрапляє в біду. Вона захищає життя друзів різними медичними інструментами та бере на себе відповідальність за нещасні випадки в повсякденному житті. Ембер добре вміє доглядати за рослинами і тваринами, а також за людьми і транспортними засобами, але вона також має відповідні комп'ютерні навички. У 3 сезоні Ембер зазнала невеликих косметичних змін, замінивши червоний хрест на її світловій панелі на червону літеру A.
- Рой (кор. 로이) — червоно-жовтий пожежний автомобіль. Рой дуже великий і сильний. Спокійно та надійно вирішує проблеми в будь-якій рятувальній ситуації. Відповідає за пожежну й електробезпеку в селі. Рой використовує серію альтернативних насадок, які включають стрілу крана, портативний підйомник, який можна використовувати в режимі робота, і підйомна платформа на додаток до його звичайної драбини. Він також витягає більшість машин, які команда рятує на своїх місіях. Крім того, фізично він є найсильнішим членом команди та носить пожежний шланг.
- Хеллі (кор. 헬리) — зелено-жовтий гелікоптер. Озброєний позитивною та кмітливою особистістю, він оживляє всю команду рятувальників. Вважається, що він наймолодший член команди порятунку міста Брумс. Його високі здібності до пошуку та передачі інформації роблять його улюбленим посланцем команди рятувальників. Також у своїй роботі використовує багато спеціальних інструментів та обладнання. Частини його ніг були перефарбовані в 3 сезоні, оскільки вони помітно більш сірі.
- Джин (кор. 진) є лідером рятувального загону, і вона носить оранжево-жовтий одяг. На відміну від інших членів команди, вона людина. Вона винахідник, створила кілька гаджетів, які допомогли команді, хоча не всі з них вважалися успішними.

### Група гірських рятувальників
Гірська рятувальна команда — це тріо з трьох учасників, які походять із сусіднього містечка Трезервіль. Вони були представлені в 4 сезоні.
- Керрі (кор. 캐리) — темно-синій літак, схожий на Bell Boeing V-22 Osprey. Він є найсильнішим членом команди гірських рятувальників і часто допомагає команді рятувальників Брумстауна, коли це необхідно.
- Марк (кор. 마크) — помаранчевий пікап. Марк є лідером гірсько-рятувальної групи через його сміливість. Він завжди підтримує команду рятувальників під час місій разом зі своїм найкращим другом та напарником Бакі.
- Бакі (кор. 버키) — це жовтий дюнний автомобіль, який є членом групи гірських рятувальників. Він найкращий друг та напарник Марка. Він також допомагає команді порятунку.

## Сезони
| Сезон | Сезон | Кількість серій | Початок сезону      | Фінал сезону           |
| ----- | ----- | --------------- | ------------------- | ---------------------- |
|       | 1     | 26              | 28 лютого 2011 року | 12 липня 2011 року     |
|       | 2     | 26              | 26 грудня 2011 року | 15 травня 2012 року    |
|       | 3     | 26              | 26 лютого 2014 року | 22 травня 2014 року    |
|       | 4     | 26              | 31 серпня 2015 року | 24 листопада 2015 року |
|       | 5     | 16              | 4 березня 2022 року | 13 грудня 2022 року    |